# Bazarnes
Bazarnes est une commune française située dans le département de l'Yonne, en région Bourgogne-Franche-Comté.

## Géographie
Bazarnes est à 18 kilomètres au sud d'Auxerre, au bord de l'Yonne en rive gauche. La commune est riveraine de cette rivière sur 4 km, et est également bordée par le canal du Nivernais.
Les grandes villes les plus proches de Bazarnes sont :
- Dijon, 134 km au sud-est ;
- Orléans, 160 km à l'ouest ;
- Troyes, 96 km au nord ;
- Paris, 190 km au nord-ouest ;
- Besançon, 184 km ;
- Clermont-Ferrand, 214 km ;
- Lyon, 230 km.

Bazarnes est reliée à Paris-Bercy par une gare ter, la gare de Cravant - Bazarnes.

### Communes limitrophes
Les autres villages proches sont :
Sery, 4,9 km au sud ;
Vermenton, 5,3 km à l'est ;
Vincelottes, 5,6 km au nord ;
Irancy, 10 km au nord.

### Relief
La commune est sur un plateau se terminant à l'est par des coteaux abrupts de la vallée de l'Yonne. Le village, décentré vers l'est sur le territoire de la commune, est au pied du plateau. Au sud, le plateau est entaillé perpendiculairement à l'Yonne (vallée Foussy, vallée Monin, la Côte Noire) par la vallée d'une ancienne rivière maintenant à sec.

Différents points de vue de Bazarnes.
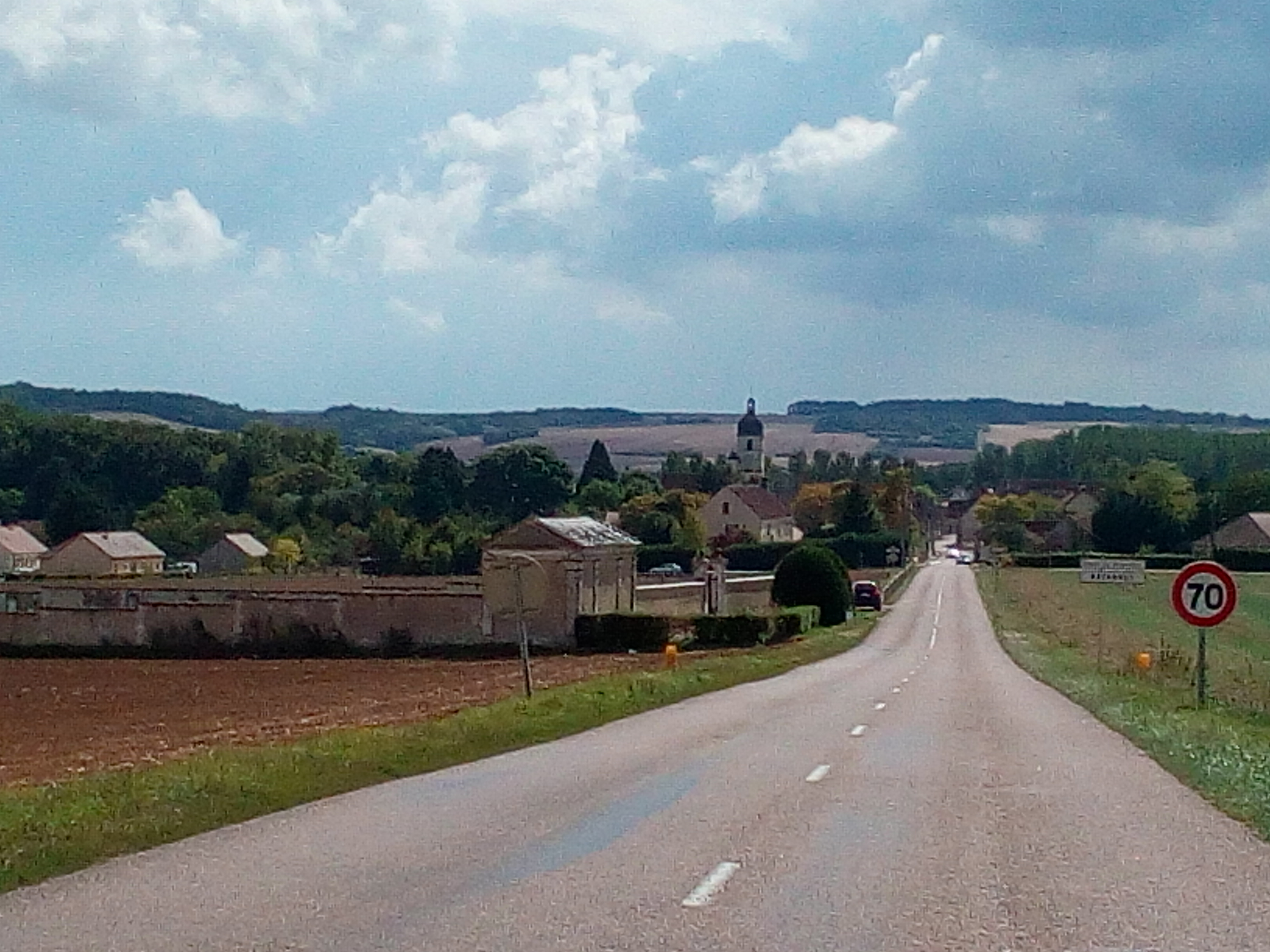
Arrivée au Nord de Bazarnes par la D 100.
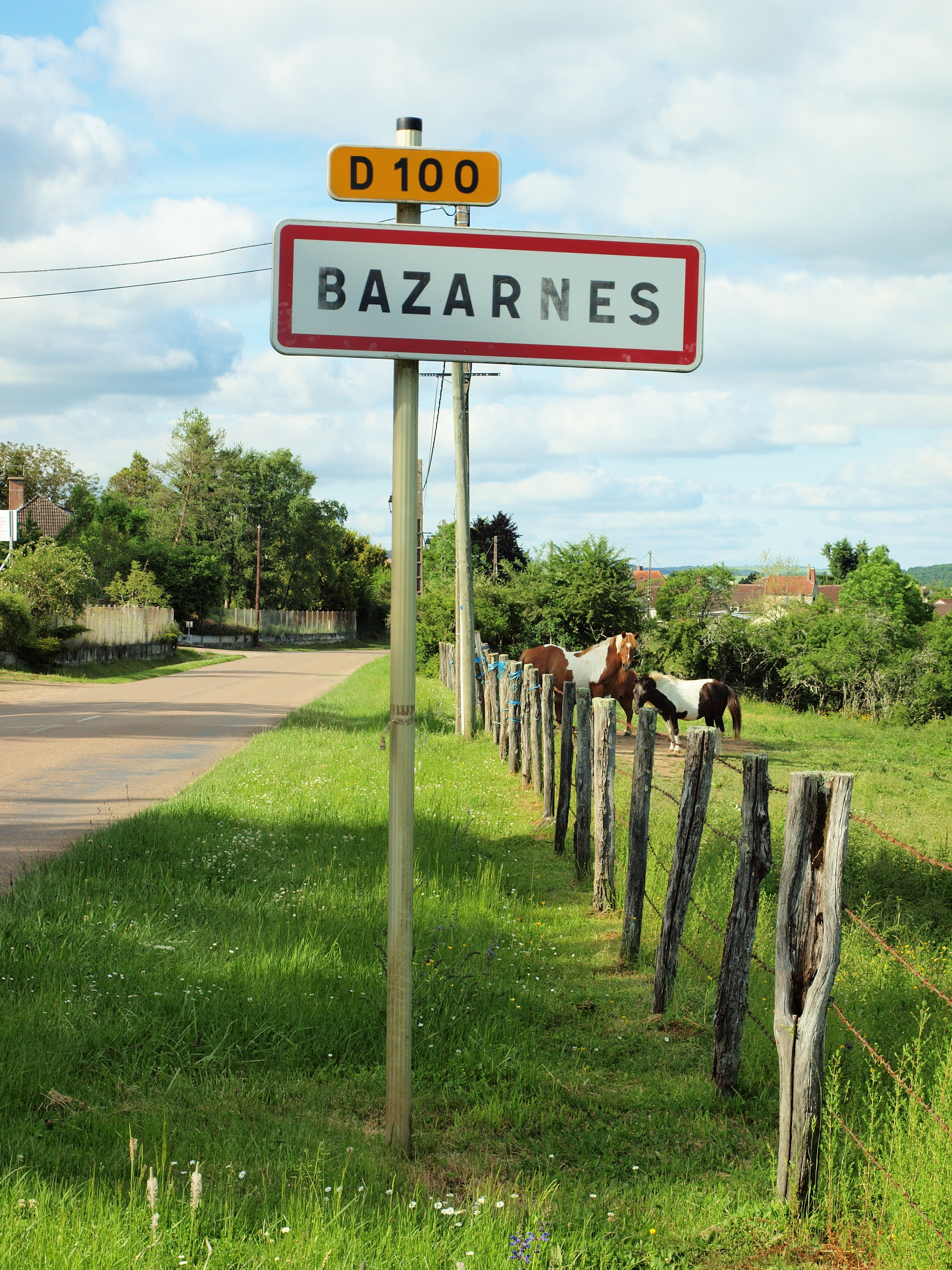
Arrivée au Sud de Bazarnes par la D 100.
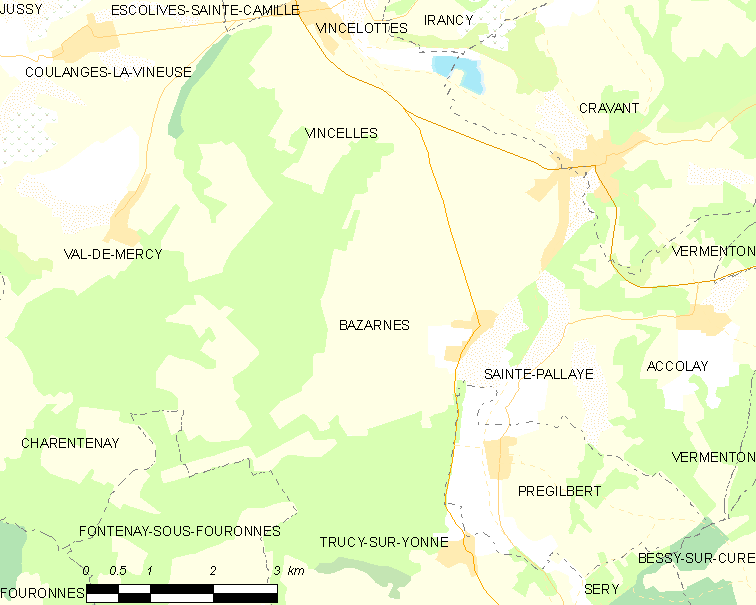
Carte de Bazarnes.
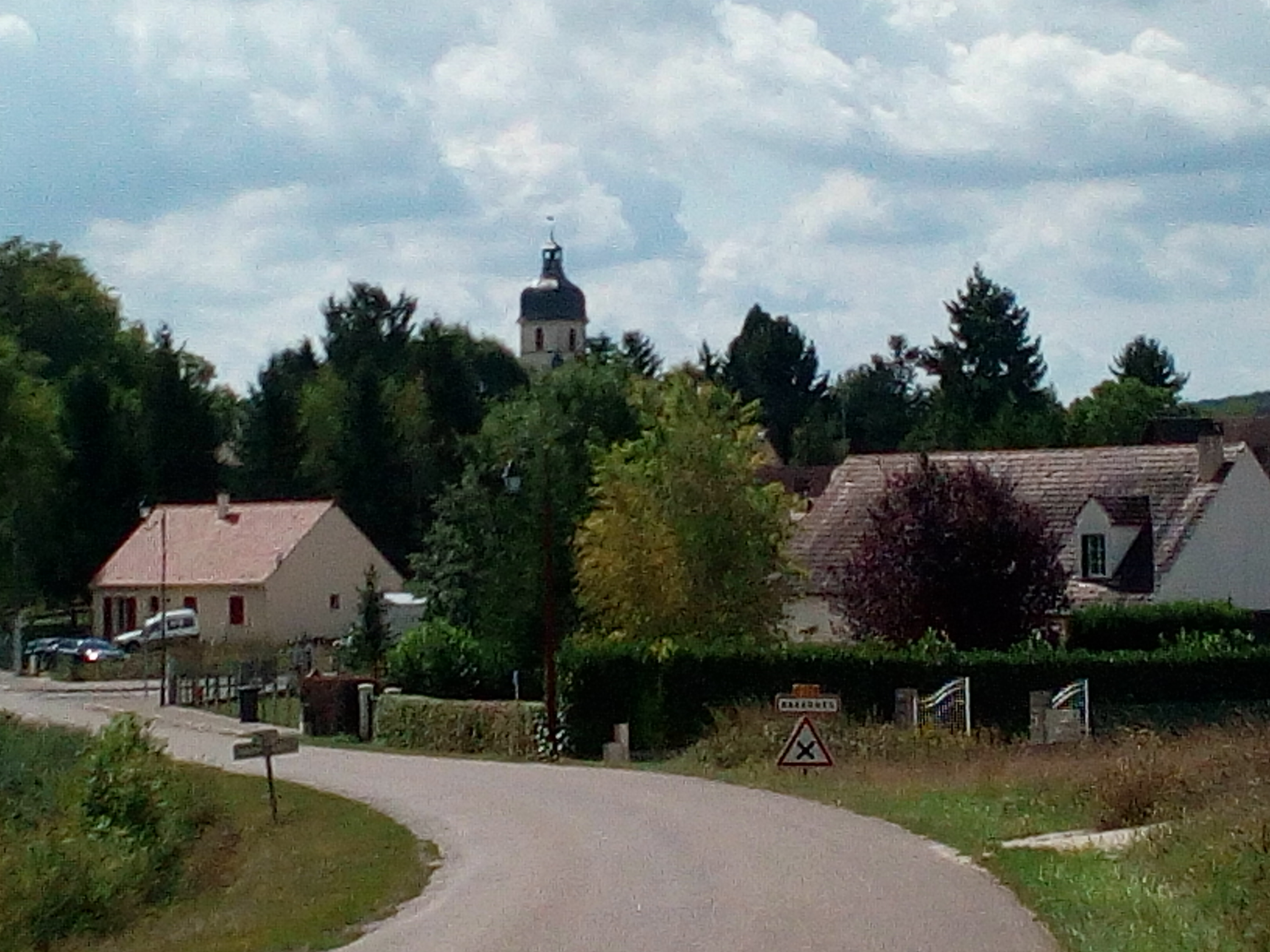
Arrivée à l'Est de Bazarnes par la D 139.
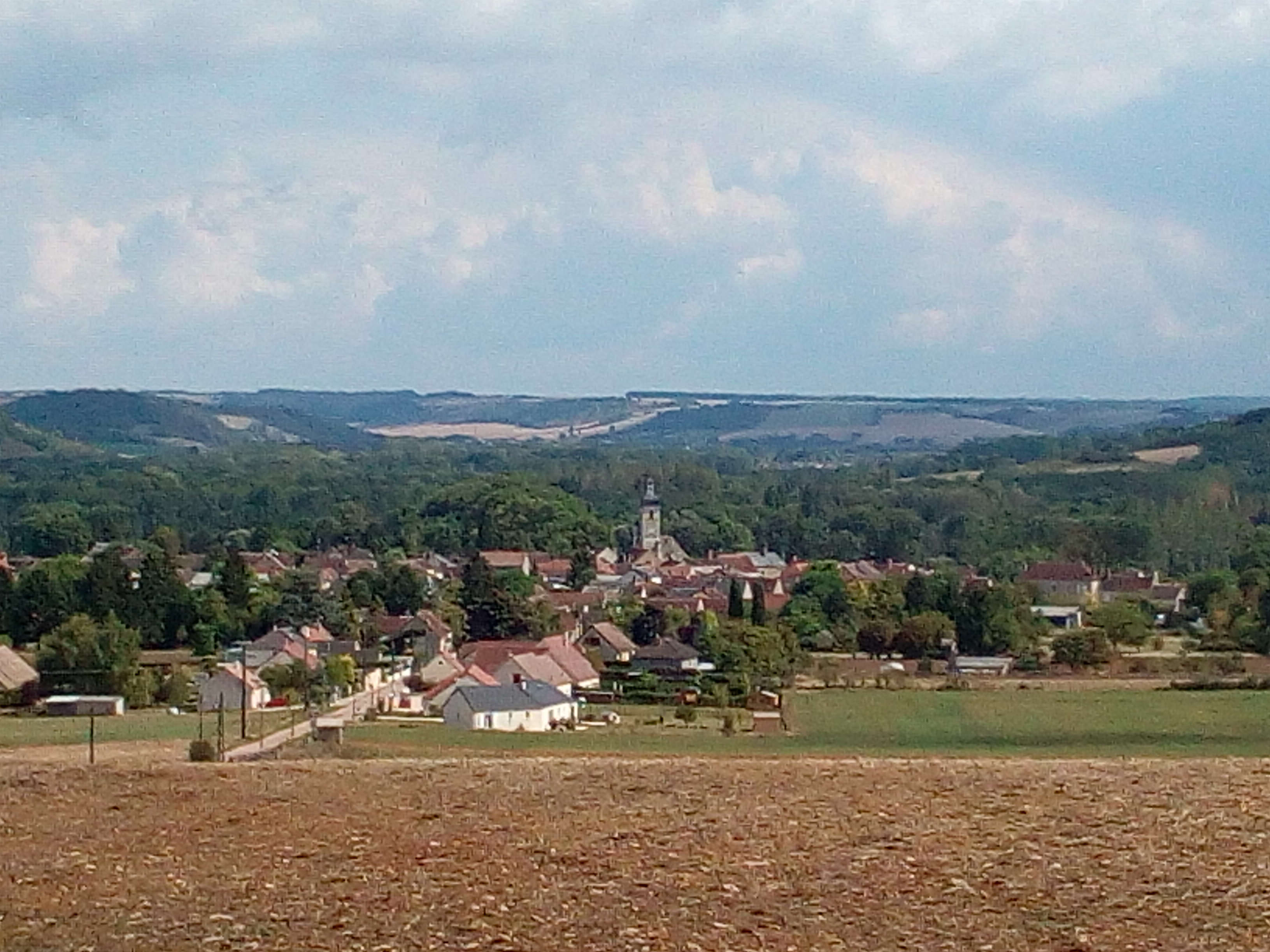
Arrivée à l'Ouest de Bazarnes par la D 139.

### Climat
Pour des articles plus généraux, voir Climat de la Bourgogne-Franche-Comté et Climat de l'Yonne.
En 2010, le climat de la commune est de type climat océanique dégradé des plaines du Centre et du Nord, selon une étude du Centre national de la recherche scientifique s'appuyant sur une série de données couvrant la période 1971-2000. En 2020, Météo-France publie une typologie des climats de la France métropolitaine dans laquelle la commune est exposée à un climat océanique altéré et est dans la région climatique  Lorraine, plateau de Langres, Morvan, caractérisée par un hiver rude (1,5 °C), des vents modérés et des brouillards fréquents en automne et hiver. 
Pour la période 1971-2000, la température annuelle moyenne est de 11,3 °C, avec une amplitude thermique annuelle de 15 °C. Le cumul annuel moyen de précipitations est de 720 mm, avec 11,3 jours de précipitations en janvier et 7,5 jours en juillet. Pour la période 1991-2020, la température moyenne annuelle observée sur la station météorologique de Météo-France la plus proche, « Merry-sur-Yonne », sur la commune de Merry-sur-Yonne à 11 km à vol d'oiseau, est de 11,5 °C et le cumul annuel moyen de précipitations est de 776,9 mm. 
La température maximale relevée sur cette station est de 40,7 °C, atteinte le 7 août 2003 ; la température minimale est de −22 °C, atteinte le 16 janvier 1985,,. 
Les paramètres climatiques de la commune ont été estimés pour le milieu du siècle (2041-2070) selon différents scénarios d'émission de gaz à effet de serre à partir des nouvelles projections climatiques de référence DRIAS-2020. Ils sont consultables sur un site dédié publié par Météo-France en novembre 2022.

## Urbanisme

### Typologie
Au 1er janvier 2024, Bazarnes est catégorisée commune rurale à habitat dispersé, selon la nouvelle grille communale de densité à sept niveaux définie par l'Insee en 2022.
Elle est située hors unité urbaine. Par ailleurs la commune fait partie de l'aire d'attraction d'Auxerre, dont elle est une commune de la couronne,. Cette aire, qui regroupe 104 communes, est catégorisée dans les aires de 50 000 à moins de 200 000 habitants,.

### Occupation des sols

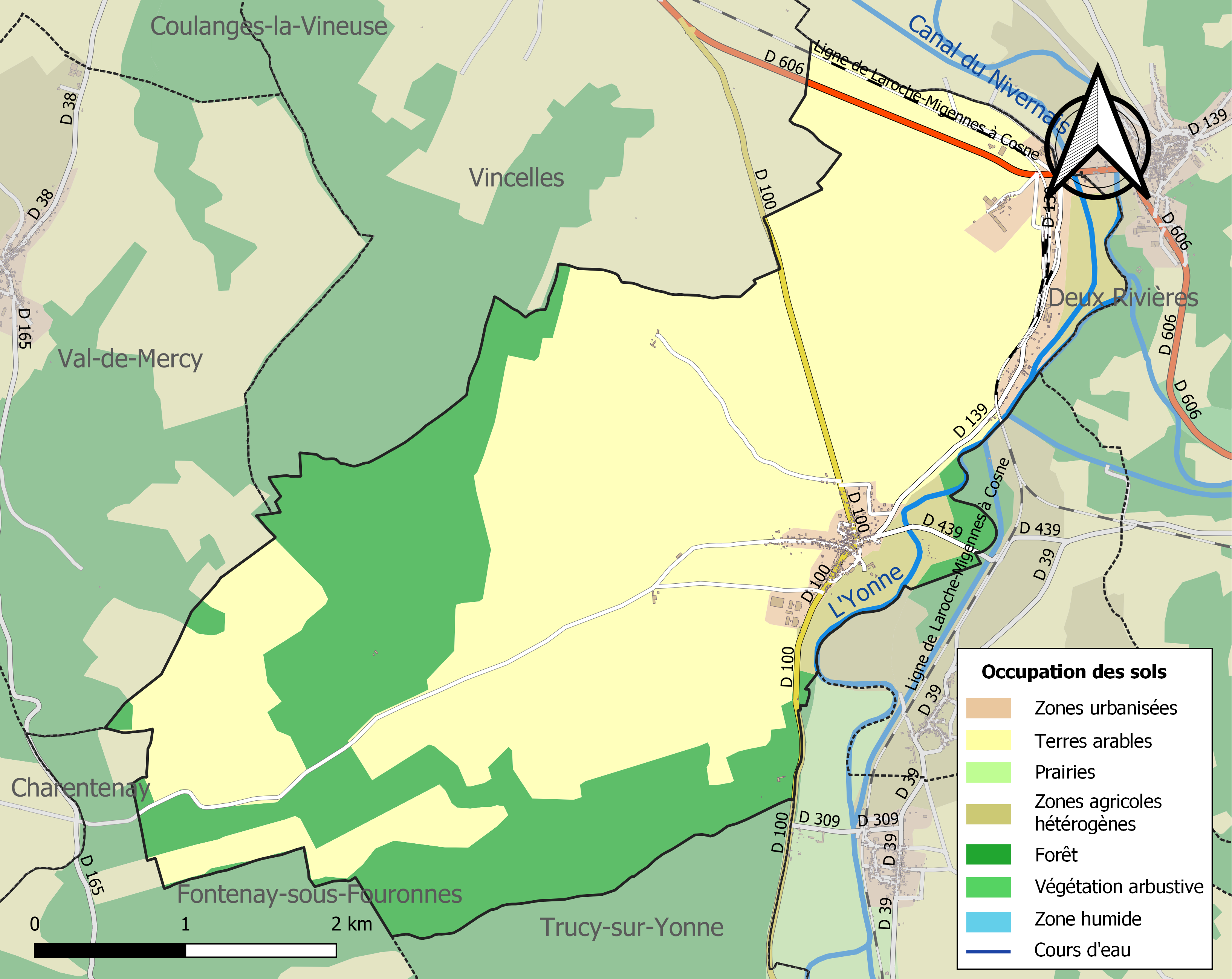
Carte des infrastructures et de l'occupation des sols de la commune en 2018 (CLC).

L'occupation des sols de la commune, telle qu'elle ressort de la base de données européenne d’occupation biophysique des sols Corine Land Cover (CLC), est marquée par l'importance des territoires agricoles (68,6 % en 2018), une proportion sensiblement équivalente à celle de 1990 (68,9 %). La répartition détaillée en 2018 est la suivante : 
terres arables (64,8 %), forêts (27,4 %), zones urbanisées (4 %), zones agricoles hétérogènes (3,8 %).
L'IGN met par ailleurs à disposition un outil en ligne permettant de comparer l’évolution dans le temps de l’occupation des sols de la commune (ou de territoires à des échelles différentes). Plusieurs époques sont accessibles sous forme de cartes ou photos aériennes : la carte de Cassini (XVIIIe siècle), la carte d'état-major (1820-1866) et la période actuelle (1950 à aujourd'hui).

## Histoire
Pour des articles plus généraux, voir Histoire de l'Yonne et Histoire de la Bourgogne.
Deux grosses villae sont connues, toutes deux dans la vallée de l'Yonne : au lieu-dit Le Bouchet / La Tuilerie (à 2 km au nord du bourg actuel), occupée jusqu’au Haut Moyen-Âge inclus ; et au Maunoir (à 1,5 km au nord-est du bourg) où un dépôt de monnaies a été enfoui en l'an 304.
En 596 le règlement de saint Aunaire, 18e évêque d'Auxerre (572-605), inclut Bazarnes (Bacerne) dans les trente principales paroisses du diocèse qu'ils soumet à un rota de prières.

### VIesiècle
La parochia est citée au VIe siècle sous le nom de Bacerna La commune figure sur le tracé de la via Agrippa. On y a retrouvé des vestiges préhistoriques et antiques.

### VIIesiècle
À l'occasion de fouilles archéologiques d'urgence menées en 1993 à la suite de la mise au jour d'un dallage lors d'une tranchée de drainage, des sarcophages mérovingiens ont été découverts autour de l'ancienne église Saint-Georges, témoignant ainsi de l'existence d'un lieu de culte ancien remontant au VIIe siècle.

### XIe–XIIesiècles
En 1099, les trois frères seigneurs de Toucy et Bazarnes, Ithier II, Hugues et Narjot, possédant en commun l'île de Crisenon, fondent l'abbaye de Crisenon à 2 km au sud sur la commune de Prégilbert. Devenu plus récemment une pisciculture, ce site permet de recouper quelques éléments historiques sur la vie du village grâce aux archives exploitées sur les sires de Saint-Vérain et de Toucy, protégés de l'évêque d'Auxerre. 
Ithier III de Toucy, fils de Narjot Ier, est aussi seigneur de Bazarnes, comme son fils cadet Ithier, dont le frère aîné Narjot II aura lui-même pour fils cadets Anséric de Toucy, sire de Bazarnes et vicomte d'Auxerre, et Narjot III, sire de Bazarnes (deux frères puînés d'Ithier IV). 
Au XIIe siècle l'église Saint-Vérain est construite. Elle est inscrite au titre des monuments historiques en 1926.
En 1189 et 1192, Narjot II de Toucy négocie avec les religieuses de Crisenon une rente issue de la production de ses moulins, puis un droit de pêche dans l'Yonne ainsi qu'une dotation de deux muids de vin issus de son clos, attestant d'une activité de meunerie et de viticulture sur le territoire de la commune. N
En 1196 Hugues de Noyers, 57e évêque d'Auxerre (1183-1206), autorise les religieux de Saint-Marien d'Auxerre à augmenter la part du curé de Bazernes sur les dîmes de la grange du Boucher.

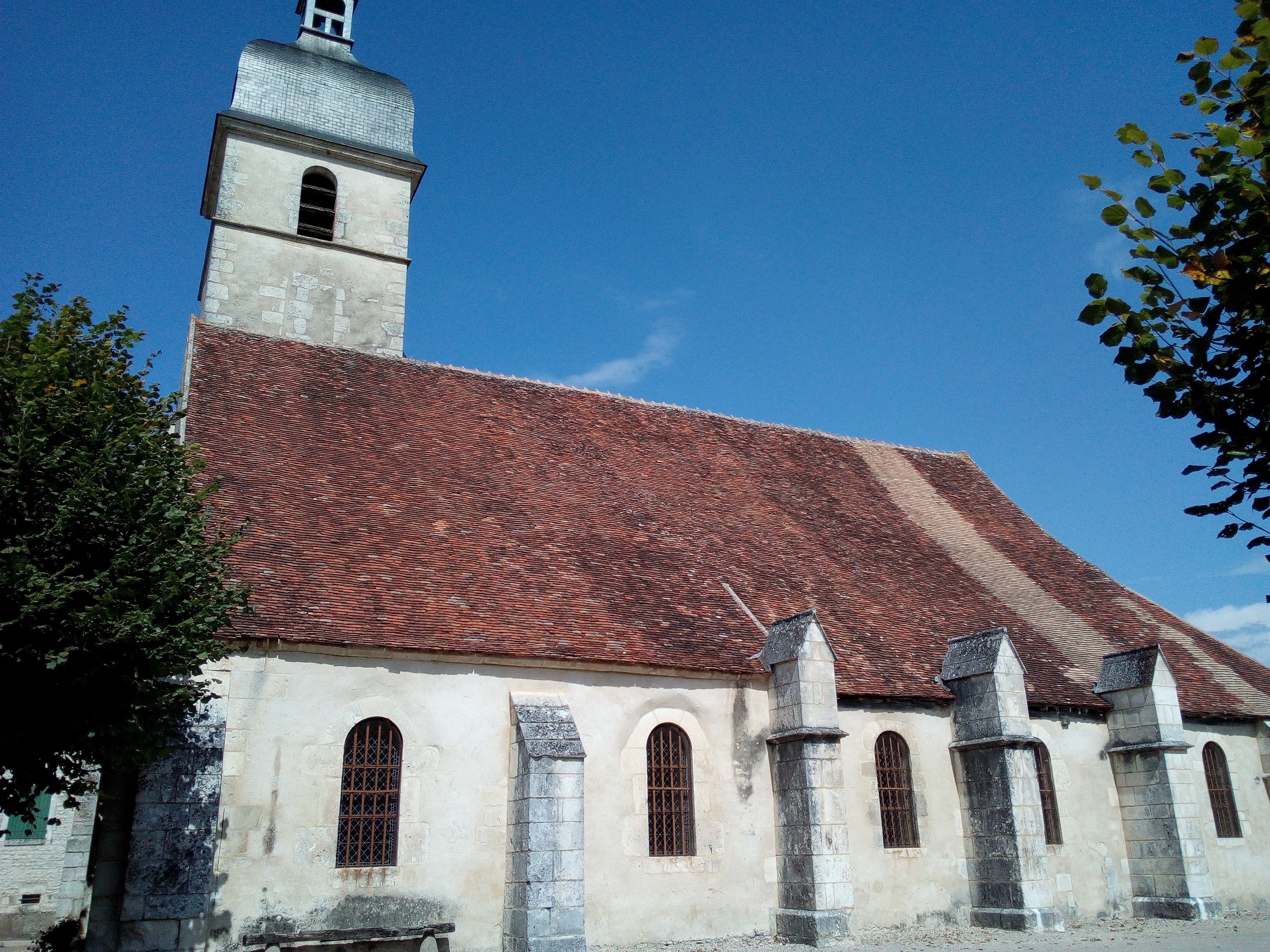
Ancienne église Saint-Georges du XIIe siècle.

### XVIesiècle
Au XVIe siècle, au Maunoir, la maladrerie Notre-Dame de Saint-Quentin soigne les lépreux. En 1693, n'accueillant plus de malades, une partie des biens est mise au service de la léproserie-maladrerie Sainte-Marguerite d'Auxerre (1231-1773).

### XVIIIesiècle
En 1732, le loup fait des ravages dans la région d'Auxerre et le curé de Bazarnes invoque saint Vérain et saint Georges « après que l'enfant de Jeannin a été retirée de la gueule d'une bête ». Jusqu'en 1734, les registres paroissiaux témoignent de la présence destructrice du loup.
En 1791, Exchausses (Echausse), le curé de Bazarnes, refuse de prêter serment à la Constitution civile du clergé et démissionne. Il avait été désigné lors des États généraux de 1789 et se trouvait également, sur procuration du curé Cuny, curé de Fontaines.

### XIXesiècle
En 1830, le député Jacques Roman adhère à la monarchie de Juillet.
En 1887, le cimetière qui se trouvait autour de l'église est transféré à la sortie du village.
Entre 1890 et 1895, la commune rachète les terrains en vue de la construction du barrage du Maunoir sur le canal du Nivernais, prévue en 1930 et justifiée par la mise au gabarit de la péniche normale de 300 tonnes.

### XXesiècle
Le 9 juillet 1944, neuf résistants du maquis de la Souille sont exécutés par les Allemands lors d'une embuscade,.

Cartes postales anciennes de Bazarnes.
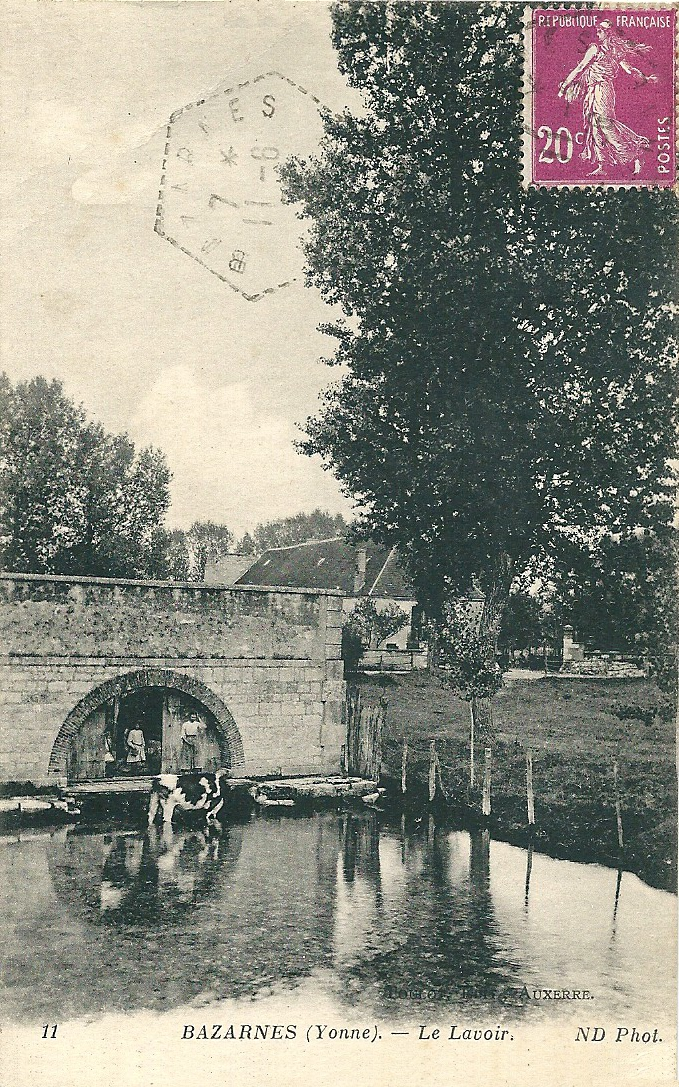
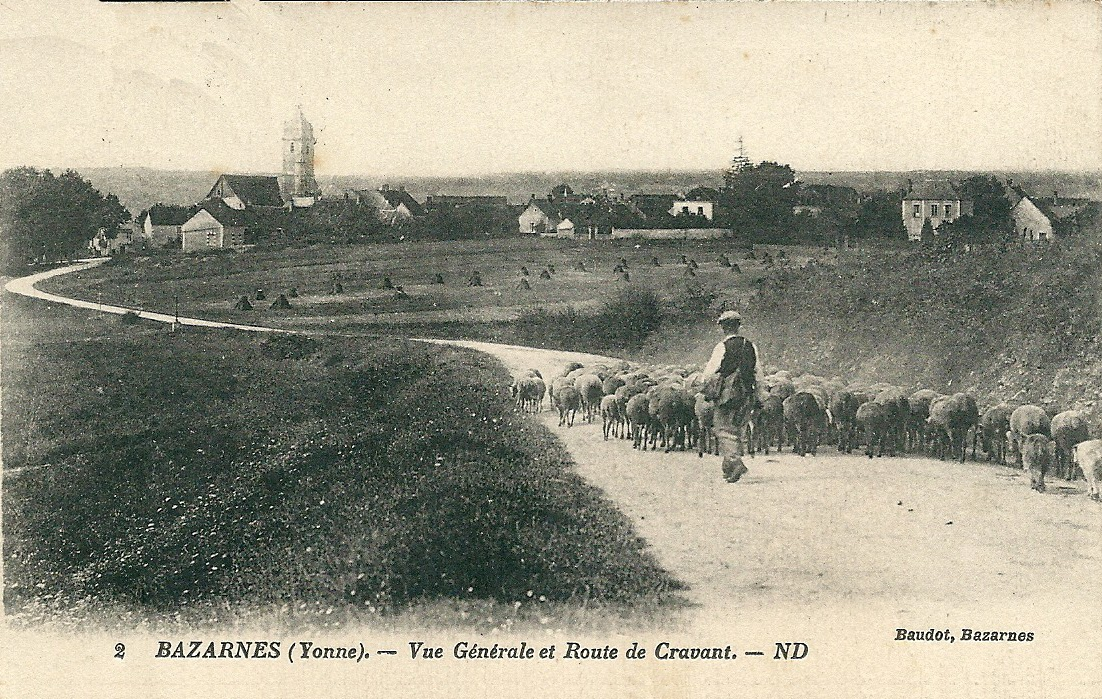
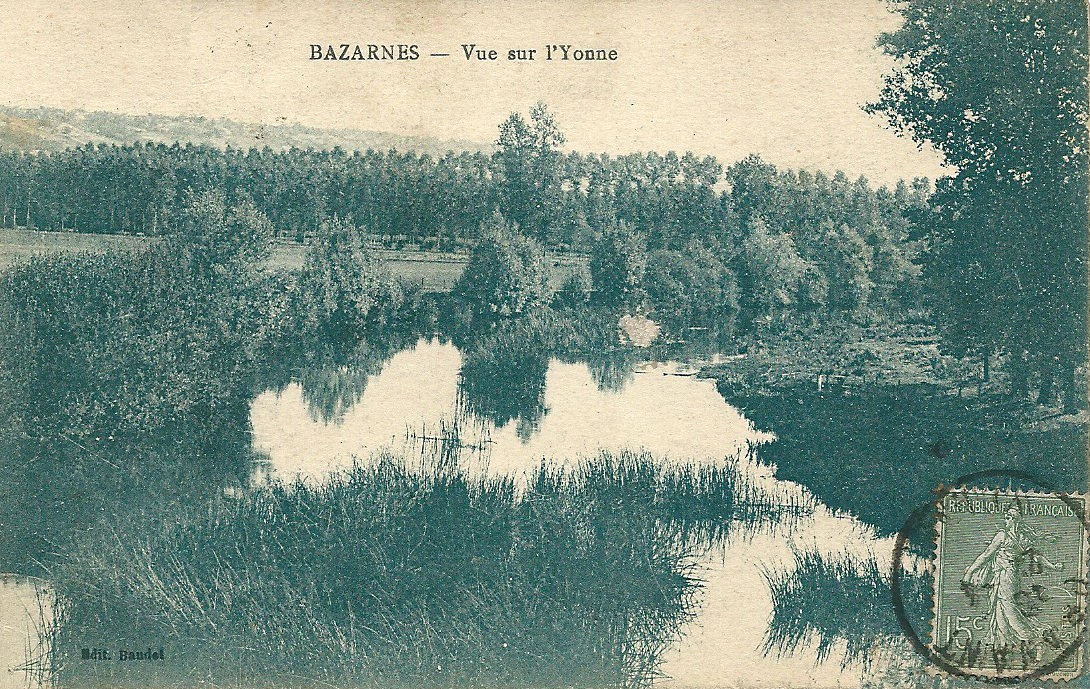
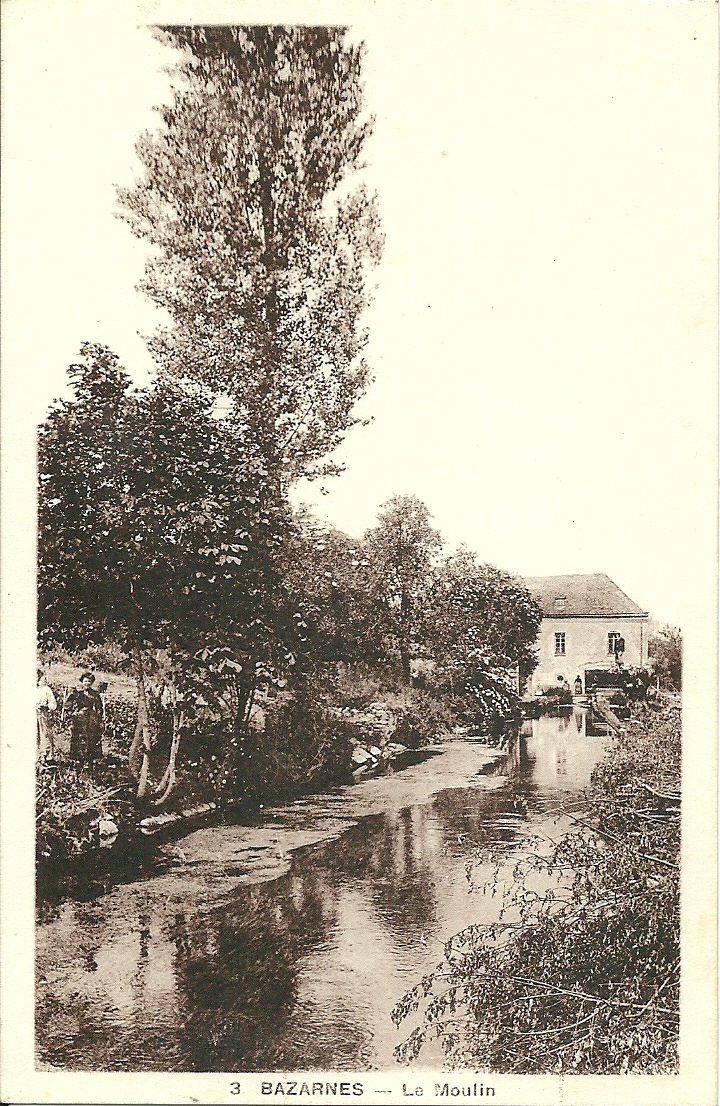
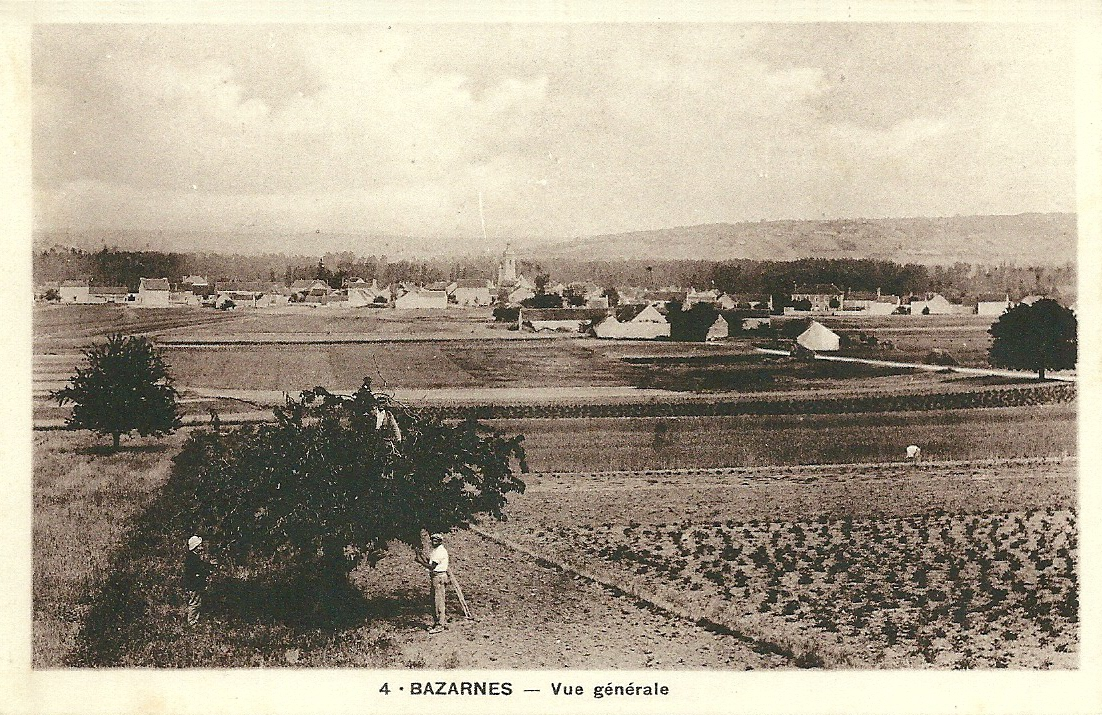
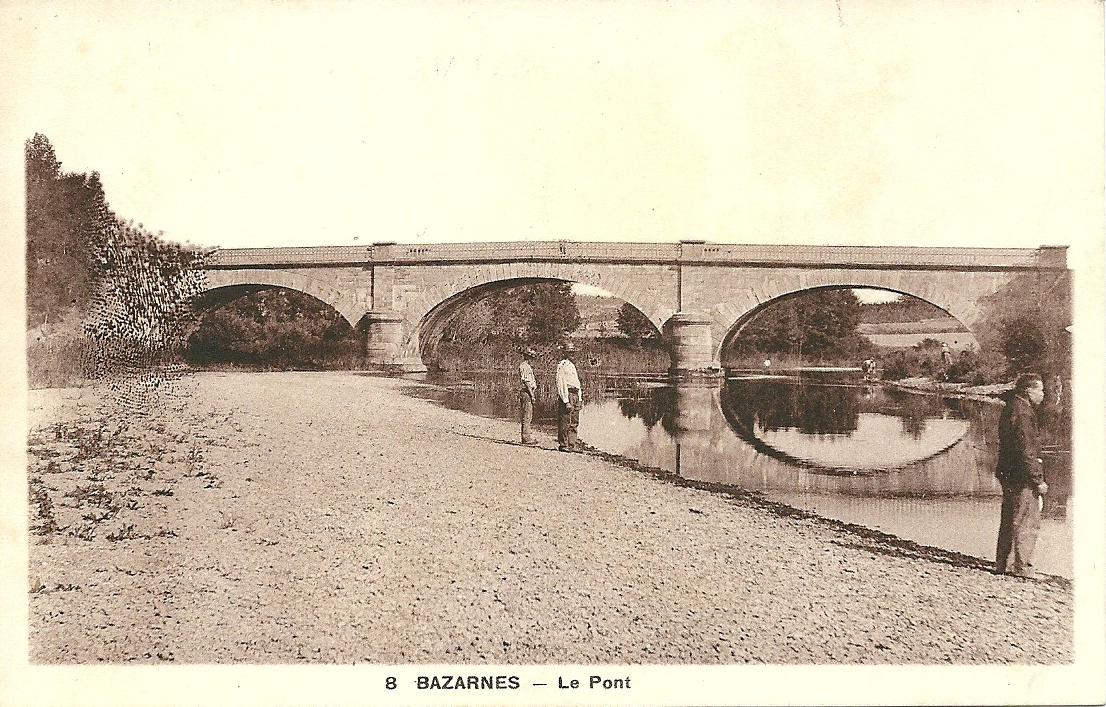

## Politique et administration
| Période | Période  | Identité            | Étiquette                    | Qualité      |
| ------- | -------- | ------------------- | ---------------------------- | ------------ |
| 1827?   |          | Jacques Roman       | Opposition constitutionnelle | propriétaire |
| 1899    | 1904     | Alphonse Courvoux   |                              |              |
| 1904    | 1913     | Mary Caquereau      |                              |              |
| 1913    | 1919     | Isidore Gourlot     |                              |              |
| 1919    | 1925     | Alfred Mathé        |                              |              |
| 1925    | 1928     | Théophile Defaix    |                              |              |
| 1928    | 1929     | Gaston Melou        |                              |              |
| 1929    | 1938     | Onésime Bénard      |                              |              |
| 1938    | 1944     | Gaston Melou        |                              |              |
| 1944    | 1946     | Jean Pinard         |                              |              |
| 1946    | 1947     | Raoul Gourlot       |                              |              |
| 1947    | 1957     | Gabor Naphegyi      |                              |              |
| 1957    | 1978     | René Charreau       |                              |              |
| 1978    | 1997     | Roger Amelin        |                              |              |
| 1997    | 2001     | Martine Corbet      |                              |              |
| 2001    | 2014     | Michel Deschaintres |                              |              |
| 2014    | En cours | Andrée Blandin      | DVD                          | Retraitée    |

### Fiscalité
| Taxe                                                | Taux appliqué (part communale) | Recettes dégagées en € |
| --------------------------------------------------- | ------------------------------ | ---------------------- |
| Taxe d'habitation (TH)                              | 18,50 %                        | 458 000                |
| Taxe foncière sur les propriétés bâties (TFPB)      | 18,50 %                        | 339 000                |
| Taxe foncière sur les propriétés non bâties (TFPNB) | 51,17 %                        | 61 000                 |
| Cotisation foncière des entreprises (CFE)           | 0,00 %                         | 0                      |

#### Budget
En 2015, selon la Direction générale des Finances publiques (DGFiP)

## Population et société

### Démographie

#### Évolution démographique
L'évolution du nombre d'habitants est connue à travers les recensements de la population effectués dans la commune depuis 1793. Pour les communes de moins de 10 000 habitants, une enquête de recensement portant sur toute la population est réalisée tous les cinq ans, les populations de référence des années intermédiaires étant quant à elles estimées par interpolation ou extrapolation. Pour la commune, le premier recensement exhaustif entrant dans le cadre du nouveau dispositif a été réalisé en 2004.

En 2022, la commune comptait 414 habitants, en évolution de −3,5 % par rapport à 2016 (Yonne : −1,95 %, France hors Mayotte : +2,11 %).
| 1793 | 1800 | 1806 | 1821 | 1831 | 1836 | 1841 | 1846 | 1851 |
| ---- | ---- | ---- | ---- | ---- | ---- | ---- | ---- | ---- |
| 487  | 487  | 517  | 559  | 577  | 596  | 596  | 617  | 555  |

| 1856 | 1861 | 1866 | 1872 | 1876 | 1881 | 1886 | 1891 | 1896 |
| ---- | ---- | ---- | ---- | ---- | ---- | ---- | ---- | ---- |
| 594  | 613  | 609  | 604  | 585  | 605  | 603  | 583  | 534  |

| 1901 | 1906 | 1911 | 1921 | 1926 | 1931 | 1936 | 1946 | 1954 |
| ---- | ---- | ---- | ---- | ---- | ---- | ---- | ---- | ---- |
| 517  | 501  | 470  | 387  | 413  | 366  | 341  | 381  | 360  |

| 1962 | 1968 | 1975 | 1982 | 1990 | 1999 | 2004 | 2006 | 2009 |
| ---- | ---- | ---- | ---- | ---- | ---- | ---- | ---- | ---- |
| 410  | 410  | 357  | 395  | 383  | 357  | 400  | 405  | 409  |

| 2014 | 2019 | 2022 | - | - | - | - | - | - |
| ---- | ---- | ---- | - | - | - | - | - | - |
| 416  | 413  | 414  | - | - | - | - | - | - |

#### Pyramide des âges
En 2018, le taux de personnes d'un âge inférieur à 30 ans s'élève à 29,6 %, soit en dessous de la moyenne départementale (31,4 %). De même, le taux de personnes d'âge supérieur à 60 ans est de 25,2 % la même année, alors qu'il est de 31,2 % au niveau départemental.
En 2018, la commune comptait 199 hommes pour 219 femmes, soit un taux de 52,39 % de femmes, légèrement supérieur au taux départemental (51,33 %).
Les pyramides des âges de la commune et du département s'établissent comme suit.
| Hommes | Classe d’âge | Femmes |
| ------ | ------------ | ------ |
| 1,0    | 90 ou +      | 0,5    |
| 9,1    | 75-89 ans    | 7,9    |
| 16,8   | 60-74 ans    | 15,3   |
| 20,8   | 45-59 ans    | 21,8   |
| 26,9   | 30-44 ans    | 21,3   |
| 10,2   | 15-29 ans    | 11,1   |
| 15,2   | 0-14 ans     | 22,2   |

| Hommes | Classe d’âge | Femmes |
| ------ | ------------ | ------ |
| 0,9    | 90 ou +      | 2,5    |
| 8,5    | 75-89 ans    | 11,2   |
| 20,1   | 60-74 ans    | 20,5   |
| 20,5   | 45-59 ans    | 20     |
| 17,2   | 30-44 ans    | 16,7   |
| 15,1   | 15-29 ans    | 13     |
| 17,7   | 0-14 ans     | 16     |

## Culture locale et patrimoine

### Lieux et monuments

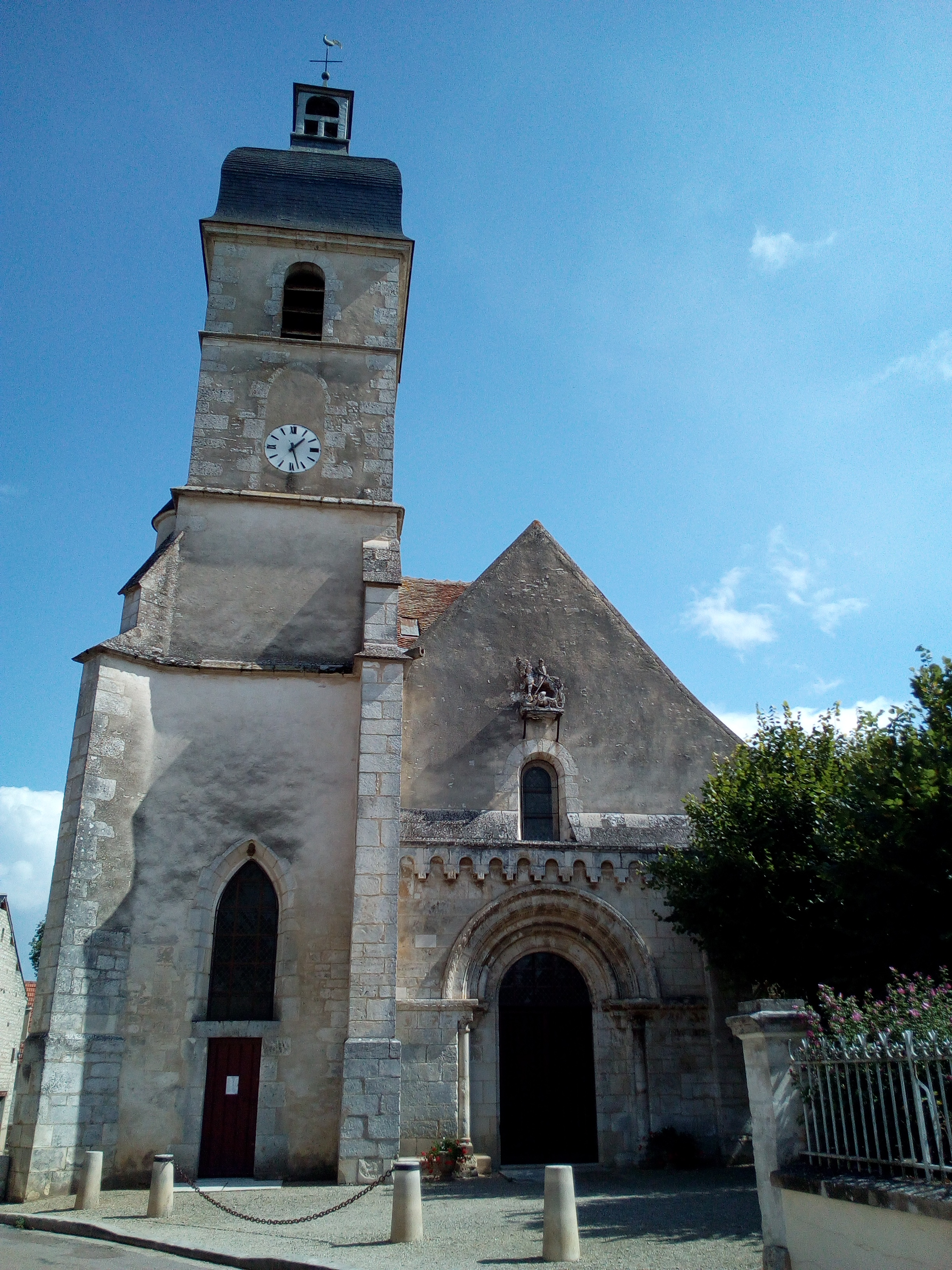
Ancienne église Saint-Georges du XIIe siècle.

- Église Saint-Vérain de Bazarnes[20] :

Portail roman formant avant-corps avec colonnettes à chapiteaux et voussures au décor varié, surmonté d'un bandeau de modillons denticulés.
Nef et bas-côtés XIIe / XIIIe siècle, grandes arcades retombant sur des piles massives, berceau brisé sur doubleaux dans la nef centrale (une seule travée XIIIe siècle, les autres refaites), voûtes d'arêtes sur les bas-côtés (refaites en partie XIXe siècle), chevet circulaire, absidiole nord (seule conservée), clocher carré moderne.
Mobilier : toile de la Déposition de la Croix XVIe siècle, chaire à prêcher mobile sur roulettes XVIIIe siècle (classée MH), statues de saint Quentin, de sainte Anne enseignante, de Saint Georges (sur la façade).
- Lavoir du XIXe siècle, grand « impluvium » avec deux passerelles et un très grand passage couvert.
- Porte de grange XIIe siècle dans une propriété en bordure de la rue principale (provient de l'ancienne chapelle Saint-Quentin érigée en 1275). La grange et la porte sont inscrites MH[40].
- Plaine de jeux et de loisirs

Différents points de vue de Bazarnes
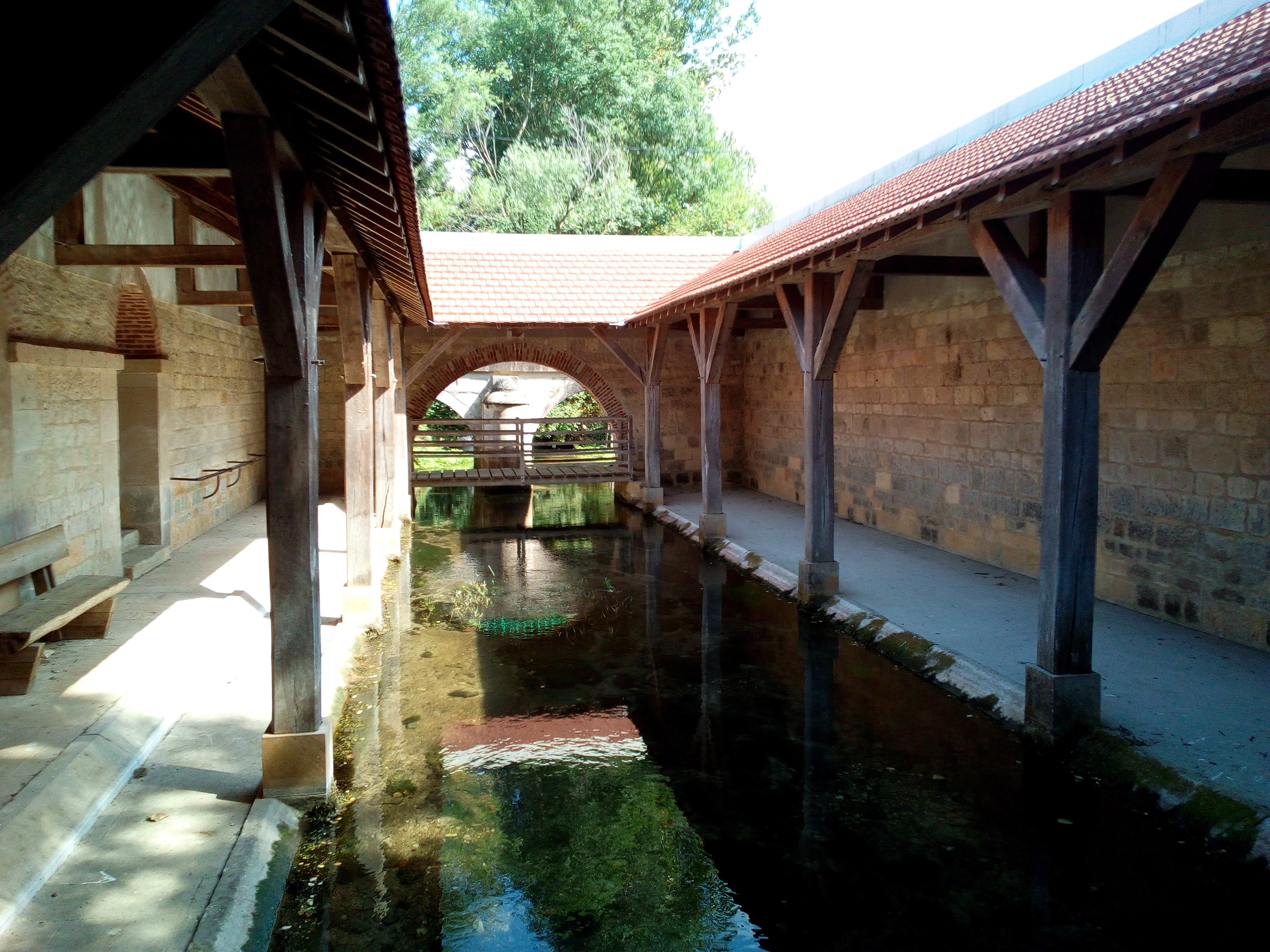
Lavoir.
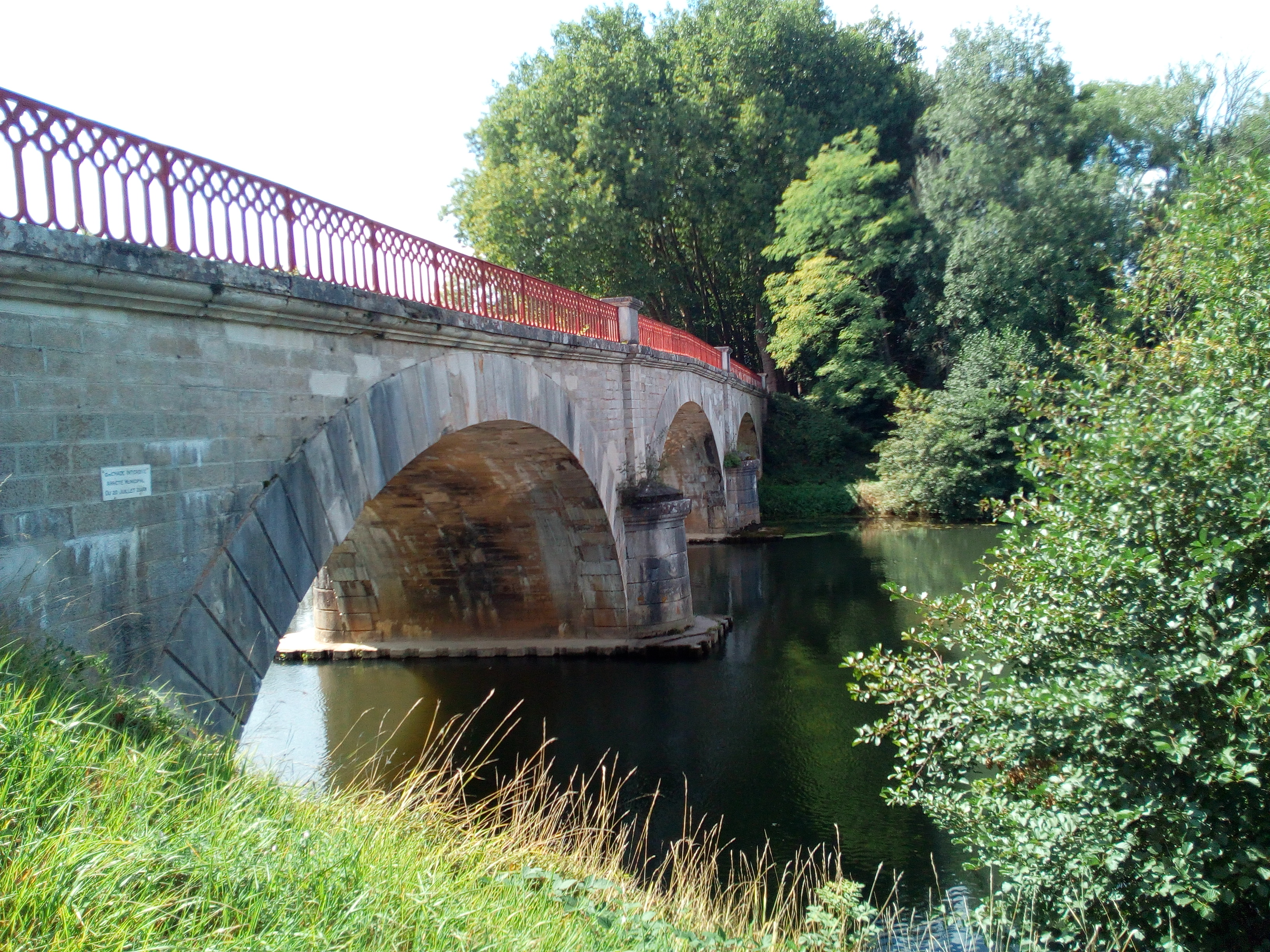
Pont sur l'Yonne.
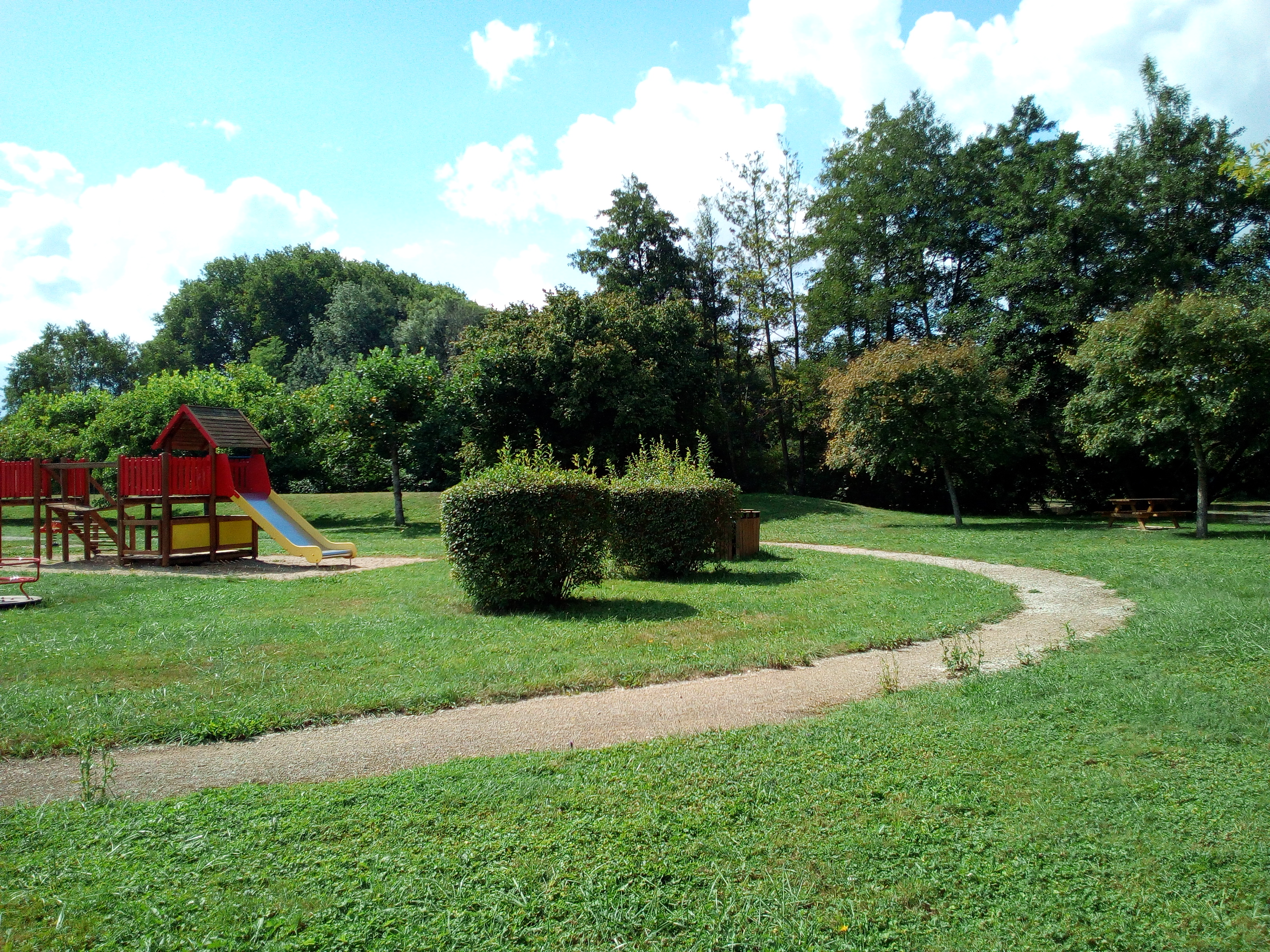
Plaine de jeux.

### Personnalités liées à la commune
- Narjot de Toucy († 1241), fils de Narjot II, seigneur de Bazarnes, participe à la Quatrième croisade fondant l'Empire latin par la prise Constantinople en 1204.
- Jacques Roman (1765 - 1835), maire de Bazarnes en 1827, député du 17 novembre 1827 jusqu'aux élections de 1831, il vote l'adresse des 221[41]. Conseiller général du canton de Vermenton de 1831 à sa mort en 1836, il est enterré au cimetière du Père-Lachaise[42].
- Marie-Paule Deville-Chabrolle (° 1952), sculptrice.

### Héraldique
| Blason de Bazarnes | Blason  | Parti : au 1er d'or à un dragon contourné de gueules, au 2d coupé au I d'azur à une crosse d'or, une gerbe de blé du même brochante en pointe, au II de vair plain ; à la vergette de gueules brochant sur la partition,. |
| Blason de Bazarnes | Détails | Le dragon est attribut de saint Véran, patron de la paroisse locale. La crosse et la gerbe sont pour saint Thibaut, à qui était dédié un ancien ermitage à flanc de colline. Le vair est repris des armes de la famille de Toucy, qui possédait le château et la seigneurie de Bazarnes au XIIe – XIIIe siècle. Enfin, la vergette rappelle l'ancienne voie romaine, actuelle D100, qui traverse la commune. Le statut officiel du blason reste à déterminer. |

### Divers
La gare de Cravant - Bazarnes, de type PLM et située sur la ligne Auxerre-Clamecy, ouverte en 1870, devient une gare importante après la mise en service en 1873 de la section vers Avallon, dont l'embranchement se situe à un kilomètre plus au sud.
En 2002, la gare du village a également servi de décor au film Mischka de Jean-François Stévenin avec Jean-Paul Roussillon.
En 2012, une usine de la commune a participé à un épisode de la série télévisée Une famille formidable.
À Bazarnes, passe la véloroute icaunaise « Auxerre - Coulanges-sur-Yonne » qui s’étire sur 62 km de Clamecy à Auxerre en longeant le canal du Nivernais.

## Pour approfondir